# Strachomin
Strachomin es un pueblo de Polonia, en Mazovia.  Se encuentra en el distrito (Gmina) de Latowicz, perteneciente al condado (Powiat) de Mińsk. Se encuentra aproximadamente 4 km al este de Latowicz, a 28 km al sureste de Mińsk Mazowiecki, y a 64 km  al este de Varsovia. Su población es de 370 habitantes.
Entre 1975 y 1998 perteneció al voivodato de Siedlce.